# Athroisma gracile
Athroisma gracile là một loài thực vật có hoa trong họ Cúc. Loài này được (Oliv.) Mattf. mô tả khoa học đầu tiên năm 1936.